# (12881) Yepeiyu
(12881) Yepeiyu (1998 QF31) – planetoida z grupy pasa głównego asteroid okrążająca Słońce w ciągu 4,21 lat w średniej odległości 2,61 j.a. Odkryta 17 sierpnia 1998 roku.